# أمينة كامارا
أمينة كامارا (بالإنجليزية: Amina Kamara)‏ هي متسابقة ملكة الجمال بريطانية، ولدت في 31 يناير 1987 في لندن في المملكة المتحدة.